# Route nationale 553
Die N553 war von 1933 bis 1973 eine französische Nationalstraße, die zwischen der N207 im Tal der Asse und Riez verlief. Ihre Länge betrug 16 Kilometer.